# Polyxenus koreanus
Polyxenus koreanus är en mångfotingart som beskrevs av S. Ishii och Choi 1988. Polyxenus koreanus ingår i släktet Polyxenus och familjen penseldubbelfotingar. Inga underarter finns listade i Catalogue of Life.